# Phalanger sericeus
Phalanger sericeus é uma espécie de marsupial da família Phalangeridae. Endêmica da ilha de Nova Guiné.